# Autoba ochreirufa
Autoba ochreirufa là một loài bướm đêm trong họ Erebidae.